# Championnat de Belgique de football de quatrième division 2013-2014
Navigation
saison précédente saison suivante
Le Championnat de Belgique de football D4 2013-2014 est la soixante-deuxième édition du championnat de Promotion (D4) belge.
La procédure reste identique aux saisons précédentes : le champion de chaque série est promu en Division 3. Dans chaque série, les vainqueurs de période (de 10 matches chacune) ou les équipes classées directement sous le champion (si le champion a gagné une ou plusieurs périodes, ou si un même club gagne plus d'une période) sont qualifiés pour le Tour final des Promotions.
Les équipes classées à la 13e place dans les différentes séries doivent disputer des « barrages pour le maintien ». Les trois derniers de chaque série sont relégués en séries provinciales.
Pour cette édition, les cinq formations hennuyères sont versées dans la « série A » avec des clubs flandriens. Toutes les autres équipes francophones (excepté celles de Bruxelles) forment la « série D ».
Le résultat sportif de cette compétition permet à trois cercles de retrouver la Division 3. Le K. VK Tienen remonte après un an de purgatoire. Le Wallonia Walhain réintègre le 3e niveau au bout de sept saisons, alors que l'Eendracht Zele met fin à 17 années d'absence. Pour le FC Gullegem, c'est une toute première montée en D3, un an après avoir découvert les séries nationales.
Quelques semaines après la fin de la saison, St-Eloois-Winkel apprend qu'il peut aussi monter puisqu'une place s'est libérée (arrêt d'activités du RWDM Brussels FC).

## Reprise avancée
L'innovation de cette saison réside dans la précocité de son entame : le week-end des 17 et 18 août 2013, soit deux semaines plus tôt que d'habitude. Le but déclaré de cette adaptation est de prévenir toute rudesse de l'hiver et donc de conserver des dates libres en cas de multiples « remises générales ». La nouveauté a une implication sur le déroulement des deux premières journées dont les dates de reprise du championnat correspondent à celles des 4e et 5e tours préliminaires de la Coupe de Belgique.
L'URBSFA adapte son règlement en donnant la priorité aux rencontres de Coupe. Cela induit la remise et reprogrammation (« pour le 30 septembre au plus tard») de nombreuses parties de la journée initiale, puisqu'au 4e tour de la Coupe participe 18 clubs de Promotions. Ils sont au nombre de 8 lors du 5e tour.
Pour l'anecdote précisons que 3 Promotionnaires réussissent à se qualifier pour les 1/16e de finale.

## Organisation - Réglementation
Les clubs participants sont ventilés en quatre séries selon des critères géographiques. Une convention veut que dans la mesure du possible une même poule comprennent des équipes venant de trois provinces différentes.
Les quatre groupes ont une valeur identique quelle que soit leur appellation (A, B, C ou D). Le champion d'une série est promu direct en  Division 3 pour la saison suivante.
Les trois derniers de chaque série sont relégués en Division 1 de leur province (P1).

### Champions de périodes
Dans chaque série, la compétition est partagée en trois périodes (aussi familièrement appelées « tranches ») de dix rencontres. Chaque période donne lieu à un classement distinct. Le club qui termine en tête à la fin d'une période est désigné « champion de période » et directement qualifié (à condition de ne pas terminer en position de barragiste ou de relégué au classement général final) pour le tour final pour la montée.

### Tour final pour la montée
Par série, les trois champions de période se qualifient pour un tour final en vue d'une montée éventuelle. Dans certains cas, le classement général final désigne un qualifié (un club champion a gagné une ou plusieurs périodes, un même club a gagné plusieurs périodes, un champion de période termine sous la 12e place au classement général final).

### Barrages pour la descente
Le 13e classé de chaque série prend part aux barrages pour le maintien.

## Remarques préliminaires

### BX Brussels
L'ancien FC Bleid, renommé officieusement, et finalement erronément, FC Bleid-Molenbeek vu ses problèmes à trouver un stade fixe, la saison précédente devient le BX Brussels. Ce club est soutenu par l'International Vincent Kompany

### FC Charleroi
Bien que la direction du Football Club Charleroi (matricule 94) ait repris les commandes de la R. JS Heppignies-L-F (matricule 5192) et que celle-ci ait été renommé Royal Charleroi-Fleurus (matricule 5192), il est important de noter qu'administrativement et réglementairement « aucune fusion » n'a été opérée. Dans les faits, une nouvelle direction se met en place à la tête du FC Charleroi lequel tient sa place en « Promotion ». L'effectif composé à la hâte (lors de la reprise il n'y a que 13 joueurs en ordre d'affiliation) laisse augurer une saison pénible.

### Déménagement - Changement d'appellation
Le Léopold, qui fête ses 120 ans d'existence, se dit lassé par les mauvaises conditions de travail proposées par la commune d'Uccle et déménage vers Woluwe-Saint-Lambert où il partage le stade Fallon avec le White Star. Le club porteur du « matricule 5 » prend la dénomination de R. Léopold Uccle-Woluwé FC.

### Fusion - Changement d'appellation
À la fin de la saison précédente, le K. VK Ieper (matricule 100) et la K. Blue Star Poperinge (matricule 3172) ont fusionné pour former le K. VK Westhoek (matricule 100).
Le matricule 3172 s'étant maintenu en Promotion et la fusion ayant été  officiellement annoncée à l'URBSFA dans les délais requis, un montant supplémentaire a été accordé à de la Province de Flandre occidentale. C'est le K. Sassport Boezinge qui a décroché ce « ticket bonus » pour les séries nationales.

### Cession de patrimoine - Changement d'appellation
En janvier 2013, le K. VK Tienen (matricule 132) se déclare en liquidation. Afin d'éviter la faillite pure et simple et par la même occasion la radiation du matricule, une nouvelle ASBL est constituée afin de procéder à une « cession de patrimoine ». Le club termine la saison à la 7e place de sa série de Division 3.
Toutefois, la cession de patrimoine étant jugée non-réglementaire, selon les termes prévus par et dans les textes de l'URBSFA, le « matricule 132 » est relégué d'une division et descend en Promotion.

## UR Namur et Olympic Charleroi sanctionnés
Lors de l'entame de la saison, on apprend que deux clubs subissent une sanction pour « cession de patrimoine punissable ». Il s'agit de l'Olympic de Charleroi (série A) et de l'UR Namur (série D).
Les deux cercles doivent subir une relégation d'une division à la fin de la compétition (descente contrainte qui sera annulée s'ils enlèvent le titre de leur série, ou remportent le tour final, mais la montée sera alors également annulée). L'un et l'autre contestent la punition et plusieurs développements et recours restent très possibles (appels, évocations, justice civile).
Le 26 mars 2014, la Commission d'Appel de l'URBSFA valide la cession de patrimoine de l'UR Namur, mais continue de condamner celle de l'Olympic. La direction des « Dogues » annonce qu'elle ira en évocation.
Le club carolorégien épuise toutes les recours prévus par la fédération belge et est débouté à chaque fois. Les dirigeants du « matricule 246 » se portent alors devant la CBAS. En raison d'un agenda surchargé (nombreux litiges à traiter quant à des refus de licences pour la Division 2), la Cour d'Abritrage reporte l'étude du dossier des Dogues au 21 mai 2014. L'Olympic n'est donc pas relégué quand le championnat se termine et les effets en cascade ne se produisent pas. Ainsi le 14e classé de la série A (Genly-Quévy) est descendant alors que le 13e (Racing Waregem) doit jouer les barrages qu'il perd et est descendant.
Finalement, la CBAS ne donne pas gain de cause aux « Dogues » qui intentent une action devant le Tribunal civil et saisisse le Tribunal des Référés avec l'espoir de faire bloquer la procédure en attendant que la Cours civile ne statue sur le fond. Débouté en référé (plainte recevable mais non fondée), le « matricule 246 » est contraint de descendre en P1. S'estimant lésée, la R. US Genly-Quévy '89 (elle aurait dû jouer les barrages puisque l'Olympic est descendant, voir classement ci-dessous) réclame sa réintégration en Promotion, mais l'URBSFA ne lui donne pas raison.

## Dossier FC Ganshoren
Durant toute cette saison 2013-2014, le FC Ganshoren (série B) évolue avec une épée de Damoclès au-dessus de la tête, en raison d'une relégation d'office qui lui est infligée pour « falsification de compétition ».
La punition fait suite à une plainte déposée par le K. SKL Ternat à la fin de la saison précédente. Le 21 avril 2013, Ganshoren et Ternat se rencontrent dans un match important entre équipes menacées de relégation. Ganshoren se voit reprocher par Ternat d'avoir, avant cette partie, nouer des contacts avec un des joueurs de Ternat (Lionel de Spiegeleer) et d'avoir conclu avec lui un accord pour un transfert. À la suite de quoi, le joueur concerné aurait refusé de participer au match décisif.
La plainte de Ternat est traitée, tout au long de la saison 2013-2014, par les différentes instance de l'URBSFA (commission de contrôle, comité d’appel 1re chambre et 2echambre et commission d’évocation). Puni et débouté à chacun de ses recours auprès de la fédération, le FC Ganshoren est blanchi par la CBAS, le 5 mai 2014.

## Clubs participants
Soixante-quatre clubs prennent part à cette édition, soit un de moins par rapport à la saison précédente. Les clubs sont répartis en quatre séries de 16 équipes.

### Série A
| #  | Nom                                  | Mat. | Ville              | Stades                     | Provinces       | En Prom depuis  | Total en Prom. | S. précédente                |
| -- | ------------------------------------ | ---- | ------------------ | -------------------------- | --------------- | --------------- | -------------- | ---------------------------- |
| 1  | Koninklijke Sportkring Ronse         | 38   | Renaix             | Orphale Crucke             | Fl. orientale   | 2013-2014 (1er) | 19 saisons     | Div. 3 série A 17e           |
| 2  | Koninklijke Racing Waregem           | 3302 | Waregem            | Mirakel                    | Fl. occidentale | 2013-2014 (1er) | 5 saisons      | Div. 3 série A 18e           |
| 3  | Koninklijke Sport-Club Menen         | 56   | Menin              | KSC Menenstadion           | Fl. occidentale | 2012-2013 (2e)  | 19 saisons     | 5e série A                   |
| 4  | Football Club Charleroi              | 94   | Couillet           | Stade des Fiestaux         | Hainaut         | 2008-2009 (6e)  | 11 saisons     | 12e série D                  |
| 5  | Koninklijke Voetbal Klub Westhoek    | 100  | Ypres              | KVK Ieperstadion           | Fl. occidentale | 2010-2011 (4e)  | 25 saisons     | 2e série A                   |
| 6  | Royal Sporting Club Templeuvois      | 133  | Templeuve          | stade de la Providence     | Hainaut         | 2012-2013 (2e)  | 4 saisons      | 11e série B                  |
| 7  | Royal Olympic Club Charleroi-March.  | 246  | Montignies         | stade de La Neuville       | Hainaut         | 2012-2013 (2e)  | 4 saisons      | 9e série D                   |
| 8  | Sporting West Harelbeke              | 1574 | Harelbeke          | Forestier                  | Fl. occidentale | 2011-2012 (3e)  | 6 saisons      | 12e série A                  |
| 9  | Royale Entente Sportive Acrenoise    | 2774 | Deux-Acren         | stade des Camomilles       | Hainaut         | 2011-2012 (3e)  | 3 saisons      | 8e série B                   |
| 10 | Sportkring Eernegem                  | 2777 | Eernegem           | SK Eernegemtadion          | Fl. occidentale | 2010-2011 (4e)  | 13 saisons     | 9e série A                   |
| 11 | Royale Union Sportive Genly-Quévy 89 | 4194 | Quévy              | stade de la Motte          | Hainaut         | 2012-2013 (2e)  | 2 saisons      | 7e série B                   |
| 12 | Koninklijke Sint-Eloois-Winkel Sport | 4408 | Sint-Eloois-Winkel | De St-Eloois-Winkelstadion | Fl. occidentale | 1999-2000 (15e) | 15 saisons     | 3e série A                   |
| 13 | Olympic Molen Sport Ingelmunster     | 9441 | Ingelmunster       | OMS Ingelmunsterstadion    | Fl. occidentale | 2012-2013 (2e)  | 2 saisons      | 6e série A                   |
| 14 | Royale Jeunesse Entente Binchoise    | 3835 | Leval-Trahegnies   | Communal                   | Hainaut         | 2013-2014 (1er) | 1 saison       | Champion provincial          |
| 15 | Koninlijke Sassport Boezingen        | 5544 | Boezinge           | Sassport                   | Fl. occidentale | 2013-2014 (1er) | 1 saison       | Tour final Province Fl. Occ. |
| 16 | Football Club Gullegem               | 9512 | Gullegem           | FC Gullegem                | Fl. occidentale | 2013-2014 (1er) | 1 saison       | Champion provincial          |

#### Localisation Série A
| \| Fl. occidentale · BOE = K. Sassport Boezinge · FCG = FC Gullegem · SEW = K. St-Elooois-Winkel Sp. · WES = K. VK Westhoek Renaix Waregem WES BOE FCG Eernegem Harelbeke Ingelmunster Menin SEW Acren Genly-Quevy Templeuve Binche OC Charleroi FC Charleroi \| Localisation des clubs engagés en Promotion A 2013-2014 |
| Fl. occidentale · BOE = K. Sassport Boezinge · FCG = FC Gullegem · SEW = K. St-Elooois-Winkel Sp. · WES = K. VK Westhoek Renaix Waregem WES BOE FCG Eernegem Harelbeke Ingelmunster Menin SEW Acren Genly-Quevy Templeuve Binche OC Charleroi FC Charleroi                                                               |

### Série B
| #  | Nom                                        | Mat. | Ville          | Stades                    | Provinces     | En Prom depuis  | Total en Prom. | S. précédente            |
| -- | ------------------------------------------ | ---- | -------------- | ------------------------- | ------------- | --------------- | -------------- | ------------------------ |
| 1  | BX Brussels                                | 9026 | Jette          | Communal                  | Brabant       | 2013-2014 (1er) | 6 saisons      | Div. 3 19e série B       |
| 2  | Royal Léopold Uccle Football Club          | 5    | Uccle          | Fallon                    | Brabant       | 2010-2011 (4e)  | 10 saisons     | 6e série B               |
| 3  | Koninklijke Sportkring Halle               | 87   | Hal            | Kruisveld                 | Brabant       | 2012-2013 (2e)  | 11 saisons     | 10e série B              |
| 4  | Koninklijke Football Club Duffel           | 284  | Duffel         | Sportcetrum Duffel        | Anvers        | 2008-2009 (6e)  | 42 saisons     | 8e série C               |
| 5  | Koninklijke Olympia Voetbalclub Sterrebeek | 1002 | Sterrebeek     | Het Zeen                  | Brabant       | 2012-2013 (2e)  | 2 saisons      | 5e série B               |
| 6  | Koninklijke Football Club Eendracht Zele   | 1046 | Zele           | Gemeentelijk Sportcomplex | Fl. orientale | 2012-2013 (2e)  | 15 saisons     | 11e série A              |
| 7  | Koninklijke Olympia Sporting Club Wijgmaal | 1349 | Wijgmaal       | Ymeriastadion             | Brabant       | 2012-2013 (2e)  | 29 saisons     | 2e série B               |
| 8  | Sportkring Terjoden-Welle                  | 4133 | Denderleeuw    | Van Roystadion            | Fl. orientale | 2010-2011 (4e)  | 4 saisons      | 7e Série A               |
| 9  | Football Club Ganshoren                    | 7569 | Ganshoren      | Complexe Roobaert         | Brabant       | 2011-2012 (3e)  | 3 saisons      | 9e Série B               |
| 10 | Sportkring Berlare                         | 7850 | Berlare        | Puitenstadion             | Fl. orientale | 2008-2009 (6e)  | 6 saisons      | 10e série A              |
| 11 | Tot Herstel Onze Rechten Kokerij Meldert   | 8126 | Meldert        | van den Steen-Demey       | Fl. orientale | 2004-2005 (10e) | 15 saisons     | 4e série A               |
| 12 | Tempo Overijse Maleizen-Tombeek            | 8715 | Overijse       | Complex Hagaard           | Brabant       | 2009-2010 (5e)  | 10 saisons     | 3e série B               |
| 13 | Royal Racing Club Wetteren-Kwatrecht       | 95   | Wetteren       | RC Wetteren-Kwatrecht     | Fl. orientale | 2013-2014 (1er) | 6 saisons      | Tour final Fl. orientale |
| 14 | Koninklijke Wolvertem Sporting Club        | 3155 | Wolvertem      | F. Lathouwers             | Brabant       | 2013-2014 (1er) | 5 saisons      | Champion provincial      |
| 15 | Koninklijke Sporting St-Gillis/Waas        | 4385 | St-Gillis/Waas | Houtvoort                 | Fl. orientale | 2013-2014 (1er) | 11 saisons     | Champion provincial      |
| 16 | Football Club Pepingen                     | 7741 | Pepingen       | P. Claes                  | Brabant       | 2013-2014 (1er) | 1 saison       | Tour final Brabant       |

#### Localisation Série B
| \| Bruxelles & Région bruxelloise · BXB = BX Brussels · GAN = FC Ganshoren · LÉO = R. Leopold Uccle FC · OVE=Tempo Overijse · STE=K. Olympia VC Sterrebeek St-Gillis Berlare Zele Wetteren Meldert T-Welle Hal Duffel Wolvdertem Pepingen Wijgmaal GAN BXB LÉO OVE STE \| Localisation des clubs engagés en Promotion B 2013-2014 |
| Bruxelles & Région bruxelloise · BXB = BX Brussels · GAN = FC Ganshoren · LÉO = R. Leopold Uccle FC · OVE=Tempo Overijse · STE=K. Olympia VC Sterrebeek St-Gillis Berlare Zele Wetteren Meldert T-Welle Hal Duffel Wolvdertem Pepingen Wijgmaal GAN BXB LÉO OVE STE                                                               |

### Série C
| #  | Nom                                            | Mat.  | Ville           | Stades                  | Provinces | En Prom depuis  | Total en Prom. | S. précédente              |
| -- | ---------------------------------------------- | ----- | --------------- | ----------------------- | --------- | --------------- | -------------- | -------------------------- |
| 1  | Koninklijke Voetbal Klub Tienen                | 132   | Tirlemont       | Julien Bergé            | Brabant   | 2013-2014 (1er) | 9 saisons      | Div. 3 7e série B          |
| 2  | Koninklijke Merksem-Antwerpen Noord Sport-Club | 544   | Merksem         | Jef Mermans             | Anvers    | 2012-2013 (2e)  | 11 saisons     | 13e série C                |
| 3  | Koninklijke Football Club Sint-Lenaarts        | 1 357 | St-Léonard      | KFC St-Lenaarts Complex | Anvers    | 2007-2008 (7e)  | 7 saisons      | 7e série C                 |
| 4  | Koninklijke Witgoor Sport Dessel               | 2065  | Dessel          | Witgoorstadion          | Anvers    | 2006-2007 (8e)  | 21 saisons     | 9e série C                 |
| 5  | Koninklijke Overpeltse Voetbalvereniging       | 2082  | Overpelt        | Sportpark De Leukens    | Limbourg  | 2009-2010 (5e)  | 6 saisons      | 11e série C                |
| 6  | Koninklijke Voetbalvereniging Vosselaar        | 2391  | Vosselaar       | Vosselaar VV-stadion    | Anvers    | 2011-2012 (3e)  | 14 saisons     | 12e série C                |
| 7  | Koninklijke Football Club Esperanza Neerpelt   | 2529  | Neerpelt        | Sportpark De Roosen     | Limbourg  | 2011-2012 (3e)  | 13 saisons     | 6e série C                 |
| 8  | Koninklijke Sportkring Bree                    | 2583  | Brée            | KSK Breestadion         | Limbourg  | 2009-2010 (5e)  | 27 saisons     | 3e série C                 |
| 9  | Koninklijke Lutlommel Voetbalvereniging        | 2770  | Lommel          | Lutlommel VV-stadion    | Limbourg  | 2012-2013 (2e)  | 3 saisons      | 14e série C                |
| 10 | Koninklijke Excelsior Sportkring Leopoldsburg  | 3904  | Heppen          | Heppenstadion           | Limbourg  | 2006-2007 (8e)  | 16 saisons     | 2e série C                 |
| 11 | Spouwen-Mopertingen                            | 3970  | Mopertingen     | Complex Blokstraat      | Limbourg  | 2003-2004 (11e) | 29 saisons     | 5e série C                 |
| 12 | Koninklijke Lyra Turn-en Sportvereniging       | 7776  | Lierre          | Lyrastadion             | Anvers    | 2005-2006 (9e)  | 19 saisons     | 10esérie B                 |
| 13 | Koninklijke Football Club Zwarte Leeuw         | 1124  | Rijkevorsel     | Louis Van Roey          | Anvers    | 2013-2014 (1er) | 28 saisons     | Champion provincial        |
| 14 | Koninklijke Football Club Sint-Job             | 3 514 | St-Job i/h Goor | St-Job                  | Anvers    | 2013-2014 (1er) | 1 saison       | Tour final Anvers          |
| 15 | Koninklijke Vlijtingen Vlug & Vrij             | 5 776 | Flétange        | Vlijtingen V&V          | Limbourg  | 2013-2014 (1er) | 6 saisons      | Tour final interprovincial |
| 16 | Racing Club Hades                              | 8 721 | Kiewit          | RC Hades                | Limbourg  | 2013-2014 (1er) | 1 saison       | Champion provincial        |

#### Localisation Série C
| \| Zw. Leeuw Vosselaar St-Job Merksem St-Lenaarts Lyra Witgoor Lutlommel Overpelt Neerpelt Bree B-Léopold Spouwen-Mop. Tirlemont Vlijtingen RC Hades \| Localisation des clubs engagés en Promotion C 2013-2014 |
| Zw. Leeuw Vosselaar St-Job Merksem St-Lenaarts Lyra Witgoor Lutlommel Overpelt Neerpelt Bree B-Léopold Spouwen-Mop. Tirlemont Vlijtingen RC Hades                                                               |

### Série D
| #  | Nom                                        | Mat. | Ville          | Stades                      | Provinces  | En Prom depuis  | Total en Prom. | S. précédente              |
| -- | ------------------------------------------ | ---- | -------------- | --------------------------- | ---------- | --------------- | -------------- | -------------------------- |
| 1  | Royale Entente Bertrigeoise                | 4267 | Bertrix        | Jules Guillaume             | Luxembourg | 2013-2014 (1er) | 9 saisons      | Div. 3 18e série B         |
| 2  | Royal Football Club de Liège               | 4    | Seraing        | stade du Pairay             | Liège      | 2011-2012 (3e)  | 5 saisons      | 4e série D                 |
| 3  | Union Royale Namur                         | 156  | Namur          | stade communal des Bas-Prés | Namur      | 2011-2012 (3e)  | 14 saisons     | 2e série D                 |
| 4  | Royal Football Club Turkania Faymonville   | 1798 | Faymonville    | rue du Robrou               | Liège      | 2006-2007 (8e)  | 8 saisons      | 8e série D                 |
| 5  | Royal Aywaille Football Club               | 1979 | Aywaille       | avenue de la Porallée       | Liège      | 2009-2010 (5e)  | 5 saisons      | 3e série D                 |
| 6  | Royal Cité Sport Grâce-Hollogne            | 2913 | Grâce-Hollogne | Cité du Corbeau             | Liège      | 2012-2013 (2e)  | 2 saisons      | 5e série D                 |
| 7  | Royal Racing Club Hamoir                   | 3114 | Hamoir         | rue du Moulin               | Liège      | 2009-2010 (5e)  | 7 saisons      | 7e série D                 |
| 8  | Royal Wallonia Walhain Chaumont-Gistoux    | 3262 | Walhain        | stade des Boscailles        | Brabant    | 2007-2008 (7e)  | 8 saisons      | 4e série B                 |
| 9  | Royal Football Club de Meux                | 4454 | Meux           | stade des Verts et Blancs   | Namur      | 2011-2012 (3e)  | 9 saisons      | 10e série D                |
| 10 | Royale Union Sportive Givry                | 6237 | Givry          | stade de la RUS Givry       | Luxembourg | 2009-2010 (5e)  | 5 saisons      | 6e série D                 |
| 11 | Football Club Jeunesse Lorraine Arlonaise  | 7763 | Arlon          | stade du FCJLA              | Luxembourg | 2012-2013 (2e)  | 31 saisons     | 11e série D                |
| 12 | Royal Spa Football Club                    | 60   | Spa            | Géronstère                  | Liège      | 2013-2014 (1re) | 9 saisons      | Champion provincial        |
| 13 | Royale Entente Sportive Couvin-Mariembourg | 248  | Mariembourg    | du Roi Soleil               | Namur      | 2013-2014 (1re) | 10 saisons     | Tour final interprovincial |
| 14 | Royal Racing Club Longlier                 | 3189 | Longlier       | rue des Hès                 | Luxembourg | 2013-2014 (1re) | 1 saison       | Champion provincial        |
| 15 | Cercle Sportif Onhaye                      | 6626 | Onhaye         | rue du Forbot               | Namur      | 2013-2014 (1re) | 1 saison       | Champion provincial        |
| 14 | Solières Sport                             | 9426 | Solières       | Château Vert                | Liège      | 2013-2014 (1re) | 1 saison       | Tour final interprovincial |

#### Localisation Série D
| \| Walhain FC Liège Cité Sp. Faymonville Aywaille Hamoir Solières Spa Meux Namur Givry Bertrix Longlier Arlon Couvin-Mar. Onhaye \| Localisation des clubs engagés en Promotion D 2013-2014 |
| Walhain FC Liège Cité Sp. Faymonville Aywaille Hamoir Solières Spa Meux Namur Givry Bertrix Longlier Arlon Couvin-Mar. Onhaye                                                               |

## Résultats et classements
Légende
- Champion & Promu en Division 3
- clubs ayant remporté une période de 10 matches et qualifiés pour le Tour final des Promotions
- clubs devant disputer un « test-match » pour assurer son maintien en Promotion
- clubs relégué vers les séries provinciales

Abréviations
 : Relégué de Division 3 2012-2013
 : Promu depuis les séries provinciales 2012-2013

### Découpage des périodes
Pour les quatre séries, et sauf remises inopinées, les périodes sont réparties comme suit:
- Première période: du 17 août 2013 au 20 octobre 2013 (journées 1 à 10),
- Deuxième période: du 26 octobre 2013 au 26 janvier 2014 (journées 11 à 20),
- Troisième période: du 2 février 2014 au 4 mai 2014 (journées 21 à 30),

Pour le classement des différentes 1er périodes, se reporter au classement général.

### Promotion A - Classement final
- « Champion d'Automne »: FC Gullegem

| Rang | Équipe                    | Pts | J  | G  | N | P  | Bp | Bc  | Diff |
| ---- | ------------------------- | --- | -- | -- | - | -- | -- | --- | ---- |
| 1    | FC GULLEGEM (T1)          | 72  | 30 | 23 | 3 | 4  | 66 | 22  | +44  |
| 2    | K. St-Eloois-Winkel Sport | 60  | 30 | 18 | 6 | 6  | 75 | 28  | +47  |
| 3    | K. VK Westhoek (T2)       | 60  | 30 | 19 | 3 | 8  | 77 | 34  | +43  |
| 4    | OMS Ingelmunster (T3)     | 60  | 30 | 18 | 6 | 6  | 71 | 33  | +38  |
| 5    | K. SC Menen               | 52  | 30 | 16 | 4 | 10 | 57 | 37  | +20  |
| 6    | R. Olympic CCM            | 50  | 30 | 14 | 8 | 8  | 45 | 30  | +15  |
| 7    | SW Harelbeke              | 49  | 30 | 14 | 7 | 9  | 53 | 30  | +23  |
| 8    | SK Eernegem               | 42  | 30 | 13 | 3 | 14 | 48 | 48  | 0    |
| 9    | K. SK Ronse               | 42  | 30 | 11 | 9 | 10 | 52 | 43  | +9   |
| 10   | K. Sassport Boezinge      | 38  | 30 | 10 | 8 | 12 | 50 | 52  | -2   |
| 11   | R. JE Binchoise           | 38  | 30 | 10 | 8 | 12 | 43 | 47  | -4   |
| 12   | R. Ent. Sp. Acrenoise     | 34  | 30 | 10 | 4 | 16 | 39 | 54  | -15  |
| 13   | R. Racing Waregem         | 29  | 30 | 8  | 5 | 17 | 42 | 59  | -17  |
| 14   | R. US Genly-Quevy 89      | 24  | 30 | 7  | 3 | 20 | 32 | 61  | -29  |
| 15   | R. SC Templeuvois         | 22  | 30 | 5  | 7 | 18 | 38 | 65  | -27  |
| 16   | FC Charleroi              | 5   | 30 | 1  | 2 | 27 | 11 | 155 | -144 |

#### Tableau des rencontres - Série A
| Résultats (▼dom., ►ext.)                                   | ACR | BIN | BOE | FCC  | OLY | EER  | GEN  | GUL | HAR | ING | MEN  | RON | SEW | TEM | WAR | WES  |
| R. ES Acrenoise                                            |     | 2-1 | 2-0 | 3-0  | 1-0 | 0-1  | 3-1  | 0-2 | 2-1 | 0-2 | 1-2  | 2-0 | 0-3 | 2-2 | 1-1 | 2-1  |
| R. JE Binchoise                                            | 2-1 |     | 2-2 | 3-0  | 1-1 | 2-3  | 2-0  | 0-1 | 2-0 | 1-0 | 2-1  | 0-1 | 0-5 | 2-1 | 0-0 | 2-2  |
| K. Sassport Boezinge                                       | 3-2 | 1-3 |     | 7-0  | 2-0 | 3-1  | 2-2  | 0-2 | 1-0 | 0-2 | 1-1  | 0-3 | 2-0 | 0-0 | 2-4 | 1-0  |
| FC Charleroi                                               | 0-5 | 0-6 | 1-6 |      | 0-2 | 0-11 | 1-3  | 1-2 | 0-5 | 0-2 | 1-11 | 0-2 | 1-5 | 2-1 | 1-2 | 0-13 |
| R. Olympic CCM                                             | 5-1 | 1-1 | 2-2 | 0-0  |     | 3-0  | 4-0  | 1-0 | 3-1 | 0-0 | 1-0  | 2-0 | 0-0 | 3-1 | 3-1 | 1-1  |
| SK Eernegem                                                | 2-1 | 2-2 | 1-0 | 5-0  | 1-0 |      | 1-0  | 0-3 | 1-1 | 1-3 | 0-0  | 0-2 | 0-6 | 5-1 | 5-4 | 0-3  |
| R. US Genly-Quévy 89                                       | 0-2 | 5-2 | 0-1 | 1-1  | 0-1 | 2-1  |      | 1-2 | 1-2 | 1-1 | 0-2  | 2-0 | 2-0 | 0-3 | 5-0 | 1-2  |
| FC Gullegem                                                | 4-0 | 2-2 | 3-1 | 3-0  | 2-0 | 2-1  | 4-0  |     | 2-1 | 0-1 | 4-1  | 3-0 | 2-2 | 4-0 | 3-0 | 2-1  |
| SW Harelbeke                                               | 1-0 | 4-0 | 4-1 | 5-1  | 1-1 | 1-0  | 2-0  | 0-1 |     | 1-1 | 2-0  | 1-1 | 0-1 | 4-1 | 3-0 | 2-2  |
| OMS Ingelmunster                                           | 2-0 | 3-0 | 3-1 | 16-0 | 1-3 | 2-1  | 3-1  | 2-1 | 1-4 |     | 4-1  | 2-2 | 3-2 | 2-1 | 5-4 | 1-2  |
| K. SC Menen                                                | 2-0 | 2-0 | 2-3 | 3-0  | 2-0 | 3-0  | 3-0  | 2-1 | 1-0 | 0-3 |      | 1-1 | 1-1 | 6-0 | 0-2 | 3-0  |
| K. SK Ronse                                                | 1-1 | 0-2 | 2-2 | 11-1 | 1-3 | 1-0  | 2-0  | 0-1 | 2-2 | 0-0 | 5-1  |     | 1-2 | 2-2 | 0-0 | 0-3  |
| K. St-Eloois-Winkel Sp.                                    | 5-1 | 1-0 | 3-3 | 12-0 | 4-0 | 0-1  | 2-1  | 2-2 | 1-1 | 3-1 | 3-0  | 1-3 |     | 3-0 | 2-1 | 2-1  |
| R. SC Templeuvois                                          | 1-0 | 1-1 | 3-1 | 3-0  | 2-3 | 0-2  | 5-0F | 2-4 | 0-2 | 2-2 | 1-3  | 2-2 | 0-3 |     | 1-1 | 2-1  |
| K. Racing Waregem                                          | 2-2 | 1-0 | 1-1 | 3-0  | 2-1 | 0-2  | 1-3  | 1-2 | 1-2 | 0-3 | 0-1  | 2-4 | 0-1 | 1-0 |     | 0-1  |
| K. VK Westhoek                                             | 7-2 | 4-2 | 3-1 | 4-0  | 2-1 | 3-0  | 6-0  | 0-2 | 2-0 | 1-0 | 1-2  | 1-3 | 1-0 | 2-0 | 5-2 |      |
| - Victoire à domicile - Match nul - Victoire à l'extérieur |     |     |     |      |     |      |      |     |     |     |      |     |     |     |     |      |

La rencontre R. SC Templevois-R. US Genly-Quévy se solde par une victoire par forfait de l'équipe locale car les visiteurs ont aligné un joueur « non-qualifié »

#### Résumé

##### Première période
Lors de l'entame, plusieurs formations sont qualifiées pour le 4e tour de la Coupe : Gullegem, Ingelmunster, Menin, Renaix, Westhoek. Les deux premières journées sont donc « saucissonnées ». St-Eloois-Winkel prend la tête avec trois victoires. Les Rouge et Noir sont suivis pas Harelbeke et Ingelmunster (7) puis viennent rejoints Genly-Quévy et Menin (6). Cités comme favori, Westhoek qui atteint les 1/16e de finale de la Coupe, manque son début de championnat avec trois défaites. Le FC Charleroi, composé à la hâte avec des jeunes joueurs, frise le ridicule avec trois défaites et une différence de buts de 0-22 !
Après 6 journées, Ingelmunster (16) et l'Olympic (14) restent les derniers invaincus de la série. Les promus du FC Gullegem se glissent au 2e rang avec 15 unités. En fond de classement, Templeuve, Binche et le FC Charleroi n'ont pas encore obtenu de victoire. Le matricule 94 aligne six défaites et une différence de buts pénible de 2-43, malgré un 6e revers cette fois « honorable » (1-3 contre Genly-Quévy).
Les promus du FC Gullegem se glissent en tête (18) lors de la 7e journée, à la suite du partage (1-1) d'Ingemunster () à Genly-Quévy (13). L'Olympic (15) et St-Eloois-Winkel (13) se neutralisent également (0-0). Harelbeke (14) en profite pour recoller au groupe de tête après son succès aisé (5-1) contre le FC Charleroi.
En ouverture de la journée 8, le choc des « frères ennemis », OMS Ingelmunster-SW Harelbeke tourne nettement à l'avantage des visiteurs (1-4). Le lendemain, Gullegem remporte le sommet (2-0) contre l'Olympic de Charleroi, qui restait le dernier invaincu de la série, et conforte sa première place. Le promu totalise 21 points pour 17 à ses deux premiers poursuivants (Ingelmunster et Harelbeke).
Lors de la 9e journée, le FC Gullegem confirme son rang en disposant du K. VK Westhoek (2-1) et remporte la première période. Harelbeke le premier poursuivant est à 4 points. En bas de tableau, plusieurs équipes prennent des points à l'exception du FC Charleroi, une nouvelle fois « exécuté » (11-1) à Renaix.
Gullegem ne faiblit pas et ponctue la 1re période sur le score de 27 sur 30. Derrière le leader, plusieurs équipes se font des politesses. Harelbeke et l'Olympic s'inclinent. Les premiers à l'ES Acrenoise (2-1) et le ses seconds sur le même score à Westhoek. Ingelmunster concède un nouveau partage (2-2) contre Renaix. Mais l'événement de 10e journée est la première victoire du FC Charleroi (2-1) contre le SC Templeuvois. C'est l'ancien joueur d'e.a. l'Olympic, Tamines ou encore Couvin, Marco Capacci qui estg le héros du jour avec un doublé gagnant.

##### Deuxième période
Gullegem ne faiblit pas et entame la 2e période par un succès, contre la lanterne rouge FC Charleroi, (3-0). Westhoek, Menin, Binche, Renaix et SE Winkel débutent aussi par une victoire. Au général, Gullegem totalise 30 unités, soit 8 de mieux que son dauphin SE Winkel. Pour Genly-Quévy, les affaires se complique. Le club orangé n'a plus gagné depuis le 28 septembre et signe un piètre 1 sur 15 qui le fait plonger à la 13e place (barragiste).
Si le leader reste régulier, il perd néanmoins quelques unités. Tout profit pour Westhoek qui s'adjuge la 2e période. Genly-Quévy continue sa descente aux enfers accompagné par Renaix et Boezinge qui ne marquent presque plus de points. L'Olympic Charleroi déçoit avec plusieurs unités gaspillées dont un très décevant partage (0-0) lors du derby contre le très modeste FC Charleroi.

##### Troisième période
À l'entame de la 3e période, on a la confirmation que les difficultés financières du club néopromu de la R. JE Binchoise sont importantes. Le noyau des « Premières » souffre un retard de paiement de plus de trois mois. La direction cherche une solution. La participation à la fin de saison n'est pas encore en péril, mais les joueurs optent pour une semaine de grève (pas d'entraînements, pas de matches amicaux) du 2 au 8 février 2014, alors qu'aucune rencontre de championnat n'est prévue le WE des 7 et 8/02. Finalement, l'entraîneur s'en va et le club décide de terminer la saison « avec les moyens du bord ».
Bien que battu à l'Olympic Charleroi (1-0), le leader Gullegem reste solidement en tête car ses rivaux directs perdent aussi des plumes. À cinq matches de la fin, le néo-promu compte 10 points d'avance sur St-Eloois-Winkel le premier poursuivant. Ingelmunster, Harelbeke sont les mieux placés pour décrocher le tour final, même si Menin n'a pas dit son dernier mot. En fond de classement, comme attendu, le FC Charleroi est le premier relégué mathématique. D'autre part, il semble difficile d'éviter une triple relégation hennuyère car Templeuve et Quévy totalise 5 longueurs de retard sur le barragiste (Racing Waregem). N'oublions pas le cas de l'Olympic « puni par la fédération pour une cession de patrimoine non-réglementaire » et dont le dossier est toujours pendant.
Le 26 mars, la Commission d'Appel ad hoc de l'URBSFA confirme la sanction de l'Olympic. Le club annonce qui ira en évocation.
Lors de la 26e journée, Sit-Eloois-Winkel est tenu en échec (1-1) par Harelbeke. Victorieux (1-2) au FC Charleroi, le FC Gullegem porte son avance à 12 points et 5 victoires sur « Winkel ». Le promu s'adjuge donc un second titre consécutif (le 5e en 6 saisons) et monte en Division 3 pour la première fois de sa jeune histoire. À l'autre bout du tableau, la situation se complique pour Genly-Quévy et Templeuve tous deux battus.
Le 23 avril, la Commission d'Évocation de l'URBSFA confirme la sanction infligée de l'Olympic. Toutes les recours auprès de la fédération étant épuisés, le club annonce qui entame une action devant la CBAS.
Les journées 27 à 29 n'apportent pas de changements notables et tous les verdicts sont connus quant aux participants au tour final (la dernière période revient soit à Gullegem soit à Ingelmunster) et les relégués directs. Reste à désigner le « barragiste », la R. ES Acrenoise (31, contre Westhoek, et le Racing Waregem (29), à Eernegem, tentent d'éviter cette place lors de l'ultime rencontre.
La R. ES Acrenoise assure son maintien lors de l'ultime journée. Non seulement les « Camomilles » s'imposent (2-1) contre Westhoek, mais leur dernier rival, le Racing Waregem s'incline lors d'un match spectaculaire (5-4) à Eernegem. Le FC Charleroi termine son « championnat calvaire » en subissant son plus lourd revers (16-0) à Ingelmunster.

### Promotion B - Classement final
- « Champion d'Automne »: K. FC Eendracht Zele

| Rang | Équipe                     | Pts | J  | G  | N  | P  | Bp | Bc | Diff |
| ---- | -------------------------- | --- | -- | -- | -- | -- | -- | -- | ---- |
| 1    | K. FC EENDRACHT ZELE (T2)  | 55  | 30 | 16 | 7  | 7  | 54 | 31 | +23  |
| 2    | K. FC Duffel (T1)          | 55  | 30 | 15 | 10 | 5  | 62 | 35 | +27  |
| 3    | R. Leopold Uccle Woluwé FC | 54  | 30 | 16 | 6  | 8  | 49 | 40 | +9   |
| 4    | K. Olympia SC Wijgmaal     | 49  | 30 | 13 | 10 | 7  | 46 | 38 | +8   |
| 5    | SK Terjoden-Welle          | 45  | 30 | 13 | 6  | 11 | 44 | 42 | +2   |
| 6    | FC Pepingen                | 45  | 30 | 12 | 9  | 9  | 57 | 50 | +7   |
| 7    | Tempo Overijse MT          | 44  | 30 | 12 | 8  | 10 | 40 | 35 | +5   |
| 8    | K. Olympia VC Sterrebeek   | 42  | 30 | 12 | 6  | 12 | 52 | 44 | +8   |
| 9    | K. Wolvertem SC            | 40  | 30 | 11 | 7  | 12 | 34 | 40 | -6   |
| 10   | K. Sp. St-Gillis Waas      | 40  | 30 | 10 | 10 | 10 | 52 | 52 | 0    |
| 11   | SK Berlare                 | 38  | 30 | 10 | 8  | 12 | 46 | 52 | -6   |
| 12   | R. RC Wetteren-Kwatrecht   | 36  | 30 | 10 | 6  | 14 | 39 | 47 | -8   |
| 13   | FC Ganshoren               | 33  | 30 | 9  | 6  | 15 | 42 | 52 | -10  |
| 14   | THOR Kokerij Meldert       | 30  | 30 | 7  | 8  | 14 | 32 | 49 | -17  |
| 15   | BX Brussels                | 27  | 30 | 6  | 9  | 15 | 35 | 52 | -17  |
| 16   | K. SK Halle                | 26  | 30 | 7  | 5  | 18 | 25 | 50 | -25  |

#### Tableau des rencontres - Série B
| Résultats (▼dom., ►ext.)                                   | BER | BXB | DUF | GAN | HAL | LEO | MEL | PEP | OVE | STE | SGW | TER | WET | WOL | WIJ | ZEL |
| SK Berlare                                                 |     | 0-0 | 1-0 | 3-1 | 3-1 | 1-2 | 1-2 | 1-1 | 2-1 | 2-1 | 5-4 | 4-2 | 2-2 | 1-0 | 4-2 | 1-1 |
| BX Brussels                                                | 3-3 |     | 0-3 | 4-1 | 2-1 | 0-0 | 0-0 | 1-5 | 3-4 | 2-0 | 1-1 | 1-0 | 1-2 | 1-1 | 2-2 | 0-1 |
| K. FC Duffel                                               | 3-2 | 2-1 |     | 2-2 | 2-0 | 3-0 | 5-1 | 2-0 | 2-3 | 2-3 | 4-2 | 3-1 | 4-1 | 2-0 | 0-1 | 3-1 |
| FC Ganshoren                                               | 2-0 | 3-1 | 2-2 |     | 3-1 | 1-2 | 1-0 | 1-1 | 1-1 | 2-0 | 1-3 | 0-0 | 2-0 | 0-3 | 0-1 | 1-3 |
| K. SK Halle                                                | 3-1 | 0-0 | 1-1 | 3-1 |     | 0-2 | 0-1 | 0-1 | 1-0 | 1-2 | 0-1 | 0-0 | 1-3 | 2-0 | 1-1 | 3-2 |
| R. Léopold Uccle-Woluwé FC                                 | 2-0 | 3-2 | 0-0 | 2-4 | 0-0 |     | 1-0 | 1-3 | 1-4 | 4-1 | 2-2 | 1-1 | 2-3 | 4-1 | 1-2 | 1-0 |
| THOR Kokerij Meldert                                       | 2-2 | 1-5 | 0-1 | 1-2 | 0-1 | 1-2 |     | 0-1 | 0-0 | 2-1 | 1-1 | 0-0 | 0-0 | 2-1 | 0-2 | 2-2 |
| FC Pepingen                                                | 2-2 | 3-0 | 2-2 | 3-1 | 2-1 | 4-1 | 2-4 |     | 0-0 | 1-2 | 2-2 | 1-3 | 3-1 | 1-2 | 1-1 | 3-3 |
| Tempo Overijse MT                                          | 1-1 | 2-0 | 0-4 | 3-1 | 2-0 | 1-2 | 1-1 | 2-2 |     | 0-0 | 2-1 | 0-2 | 0-1 | 2-0 | 2-1 | 3-1 |
| K. Olympia VC Sterrebeek                                   | 2-3 | 2-1 | 2-2 | 1-0 | 6-0 | 1-2 | 1-2 | 0-1 | 0-1 |     | 3-2 | 5-2 | 2-0 | 5-0 | 3-1 | 3-2 |
| K. FC Sport. St-Gillis/Waas                                | 2-0 | 1-1 | 1-1 | 4-3 | 4-2 | 2-3 | 5-0 | 3-1 | 2-1 | 3-1 |     | 2-0 | 0-4 | 1-1 | 0-4 | 0-0 |
| SK Terjoden-Welle                                          | 2-0 | 3-1 | 0-0 | 0-2 | 4-0 | 0-1 | 2-6 | 6-2 | 1-0 | 2-1 | 2-0 |     | 4-2 | 2-1 | 0-0 | 0-2 |
| R. RC Wetteren-Kwatrecht                                   | 2-0 | 0-2 | 1-2 | 2-2 | 3-0 | 3-2 | 2-1 | 1-5 | 0-2 | 1-1 | 2-0 | 1-2 |     | 0-0 | 1-1 | 0-1 |
| K. Wolvertem SC                                            | 1-0 | 2-0 | 0-0 | 3-1 | 1-0 | 0-0 | 4-0 | 4-2 | 2-1 | 0-0 | 1-1 | 3-1 | 1-0 |     | 0-2 | 0-4 |
| K. Olympia SC Wijgmaal                                     | 3-1 | 2-0 | 4-4 | 1-0 | 1-0 | 0-4 | 3-2 | 1-2 | 1-1 | 2-2 | 1-1 | 0-1 | 1-0 | 3-2 |     | 0-1 |
| K. FC Eendracht Zele                                       | 2-0 | 4-0 | 3-1 | 2-1 | 1-2 | 0-1 | 0-0 | 2-0 | 2-0 | 1-1 | 3-1 | 3-1 | 3-1 | 2-0 | 2-2 |     |
| - Victoire à domicile - Match nul - Victoire à l'extérieur |     |     |     |     |     |     |     |     |     |     |     |     |     |     |     |     |

#### Résumé

##### Première période
De nombreuses équipes de cette série restent engagées en Coupe de Belgique lorsque les trois coups sont frappés. C'est pour cela que la première journée ne compte que deux rencontres et qu'après deux journées théoriques, cinq formations n'ont pas encore commencé leur championnat. Il faut attendre le mercredi 11 septembre pour que tout rentre dans l'ordre en matière de nombre de matches disputés.
Deux formations de cette série atteignent les 1/16e de finale de la Coupe de Belgique. Si le néo-promu de Wolvertem commence son championnat avec deux victoires, Overijse, candidat aux places d'honneur, doit se contenter de deux partages. L'autre promu de Wetteren-Kwatrecht (6/9), Duffel (6/6), et le Léopold (6/6) sont les autres cercles qui commencent bien la compétition. À l'opposé, Halle subit trois défaites.
Après la 6e journée, la situation reste équilibrée avec 7 clubs qui se tiennent sur 3 points. Duffel et les promus de Wolvertem sont en tête avec 13 unités. La fin de classement est pour St-Gillis/Waas (1) et Halle (3). Le BX Brussels est aussi à la peine avec 5 points synonyme d'une 14e place.
À l’Issue de la 8e journée, Duffel est seul en tête avec 17 points, soit deux de plus que le Léopold. Berlare et Zele suivent le duo de tête avec 14 unités. Les affaires du « BX » ne s’arrangent pas, le cercle glisse au 15e rang.
À la suite de la 9e journée, trois formations restent en course pour le gain de la 1re période: Duffel (20) le Léopold (18) et Zele (17).
Duffel ne se fait pas surprendre à Meldert (0-1) et empoche la première tranche devant le Léopold, vainqueur de Wolvertem (4-1). Le BX Brussels obtient son premier succès en déplacement (0-2) à Wetteren-Kwatrecht et quitte ainsi la zone rouge.

##### Deuxième période
Le Léopold prend seul le commandement au général à l'issue de la 11e journée en battant Sterrebeek (4-1), alors que Duffel subit la loi de Wijgmaal (0-1). Le BX Brussels aligne un troisième succès consécutif et remonte à la 8e place. En fond de grille, Halle et St-Gillis/Waas (6) comptabilisent déjà 8 points de retard sur le premier sauvé.
La suite de la période est très partagée. À partir de la fin du premier tour, les meneurs jouent « à qui perd gagne », gaspillant des points à tour de rôle. En dépit d'un succès à Zele, le Léopold doit laisser filer la tranche au club flandrien qui est moins irrégulier. L'Eendracht Zele remporte la 2e période grâce à une meilleure différence de buts (+9 contre +5) par rapport au Tempo Overijse. Celui-ci a laissé filer le gain du classement intermédiaire en s'inclinant (2-0) à Wolvertem lors de la 19e journée, laissant ainsi Zele revenir à sa hauteur.
Après 20 journées, les trois premiers (Zele, Léopold et Duffel) se tiennent en l'espace de deux points. Olympia Wijgmaal pourtant auteur d'une 2e période assez « faible » (12 points) reste à l'affût à six unités derrière le leader.
Dans la lutte pour le maintien, Sint-Gillis/Waas effectue une opération intéressante en quittant les places descendantes directes, le FC Ganshoren et le BX Brussels ont sombré et sont englués en toute fin de tableau.

##### Troisième période
Pepingen et Wijgmaal réalisent un excellent départ dans la 3e période, en compagnie de Ganshoren et St-Gillis/Waas, deux menacés qui s'extirpent de la « zone rouge ». Les meneurs de la série se font des politesses en gaspillant des points çà et là. De Duffel, Zele et le Léopold, aucun ne se détache nettement à cinq journées de la fin. En bas de classement, la situation devient critique pour Halle et le BX Brussels qui voient l'écart grandir à 12 et 11 points avec les premiers sauvés. Meldert et Wetteren-Kwatrecht tentent de s'accrocher mais sont aussi distancés de 5 longueurs par Ganshoren et St-Gillis/W.
Lors de la 26e journée, Zele carte Ganshoren (2-1) et rejoint Duffel qui a partagé (4-4) à Wijgmaal. Pepingen (15) s'isole en tête de la période à la suite de sa victoire (0-1) à Meldert.
Duffel pense faire un grand pas vers le titre lorsqu'il remporte le « sommet » contre Zele (3-1) lors de la 27e journée. Mais les deux rencontres suivantes remélangent les cartes. Les Anversois concèdent deux partages (à St-Gillis/Waas et contre Ganshoren) alors que si Zele s'impose contre Pepingen (2-0), il est ensuite battu à Overijse (3-1). À la veille de la dernière journée, Duffel (54) reste devant Zele (52). Le leader se déplace à Wolvertem alors que les Flandriens accueille le BX Brussels déjà condamné à la relégation. Un troisième larron est en attente, le Léopold avec 51 unités doit vaincre à Meldert (qui peut encore dépasser Ganshoren pour la place de « barragiste ») et espérer que les deux premiers s'inclinent.
Le troisième accès au tour final dépend de Pepingen et de St-Gillis/Waas qui précédent Duffel. Si les deux premiers cités devaient échouer, Wijgmaal serait repêché.
La lutte pour le maintien est pratiquement réglée. Le BX Brussels et Halle descendent. Ganshoren doit résister à un éventuel retour de Meldert.
Le titre se décide lors de la dernière journée. Accroché (0-0) à Wolvertem, Duffel se fait rejoindre sur le fil par Zele, vainqueur (4-0) du BX Brussels. En raison de son plus grand nombre de victoires, la K. Eendracht Zele est sacrée championne et monte en Division 3 où elle a joué pour la dernière fois en 1997.
Autre décision, le Sporting Sint-Gillis/Waas remporte la dernière période et se qualifie pour le tour final. Ce club avait bouclé la première période à la dernière place avec 5 points !
Le FC Ganshoren obtient un partage (1-1) contre Pepingen et reste barragiste. THOR Meldert, défait (4-2) à Terjoden-Welle est relégué. Notons la situation complexe des Bruxellois punis d'une relégation par l'URBSFA (contestation de Ternat), mais qui a entamé une action devant la CBAS. Celle-ci blanchit Ganshoren le lundi 5 mai 2014.

### Promotion C - Classement final
- « Champion d'Automne »: RC Hades

| Rang | Équipe                        | Pts | J  | G  | N  | P  | Bp | Bc | Diff |
| ---- | ----------------------------- | --- | -- | -- | -- | -- | -- | -- | ---- |
| 1    | K. VK TIENEN (T2/T3)          | 57  | 30 | 19 | 9  | 2  | 60 | 27 | +33  |
| 2    | RC Hades                      | 54  | 30 | 16 | 6  | 8  | 55 | 30 | +25  |
| 3    | K. Overpeltse VV              | 50  | 30 | 14 | 8  | 8  | 58 | 41 | +17  |
| 4    | K. Merksem SC-Antwerpen Noord | 49  | 30 | 14 | 7  | 9  | 56 | 42 | +14  |
| 5    | K. FC Zwarte Leeuw            | 48  | 30 | 12 | 12 | 6  | 43 | 35 | +8   |
| 6    | K. SK Bree                    | 44  | 30 | 12 | 8  | 10 | 45 | 49 | -4   |
| 7    | K. FC Esperanza Neerpelt (T1) | 42  | 30 | 13 | 7  | 10 | 47 | 34 | +13  |
| 8    | K. Excelsior SK Leopoldsburg  | 38  | 30 | 8  | 14 | 8  | 45 | 35 | +10  |
| 9    | K. Witgoor Sport Dessel       | 37  | 30 | 10 | 7  | 13 | 38 | 50 | -12  |
| 10   | K. FC St-Lenaarts             | 36  | 30 | 9  | 9  | 12 | 38 | 45 | -7   |
| 11   | K. Lyra TSV                   | 35  | 30 | 10 | 5  | 15 | 38 | 44 | -6   |
| 12   | K. VV Vosselaar               | 35  | 30 | 8  | 11 | 11 | 43 | 52 | -9   |
| 13   | Spouwen-Mopertingen           | 33  | 30 | 10 | 3  | 17 | 40 | 51 | -11  |
| 14   | K. Vlijtingen V&V             | 33  | 30 | 8  | 9  | 13 | 38 | 54 | -16  |
| 15   | K. Lutlommel VV               | 25  | 30 | 6  | 7  | 18 | 37 | 67 | -30  |
| 16   | K. FC St-Job                  | 25  | 30 | 5  | 10 | 14 | 36 | 51 | -15  |

#### Tableau des rencontres - Série C
| Résultats (▼dom., ►ext.)                                   | BRE | WIT | HAD | LEO | LUT | LYR | MER | NEE | OVE | STL | JOB | SPO | TIE | VLI | VOS | ZWL |
| K. SK Bree                                                 |     | 3-2 | 1-0 | 1-4 | 1-4 | 1-3 | 3-2 | 4-0 | 0-0 | 1-1 | 1-0 | 3-1 | 0-3 | 4-0 | 2-1 | 2-0 |
| K. Witgoor Sport Dessel                                    | 2-1 |     | 0-2 | 1-0 | 0-3 | 3-2 | 1-2 | 0-1 | 0-3 | 1-1 | 1-3 | 1-0 | 1-2 | 0-3 | 3-1 | 2-2 |
| RC Hades                                                   | 1-1 | 2-0 |     | 2-1 | 7-0 | 3-0 | 3-2 | 2-1 | 0-0 | 3-0 | 4-2 | 2-0 | 2-0 | 1-2 | 2-3 | 1-1 |
| K. Excelsior SK Leopoldsburg                               | 0-0 | 3-3 | 1-0 |     | 1-1 | 1-1 | 5-0 | 0-1 | 2-1 | 2-1 | 1-1 | 1-2 | 0-0 | 4-0 | 2-2 | 1-2 |
| K. Lutlommel VV                                            | 1-4 | 1-1 | 1-1 | 2-1 |     | 1-2 | 0-0 | 0-3 | 2-3 | 1-2 | 1-3 | 1-2 | 1-3 | 2-2 | 3-1 | 1-1 |
| K. Lyra TSV                                                | 0-2 | 0-2 | 1-2 | 1-1 | 3-1 |     | 1-1 | 3-0 | 2-3 | 1-1 | 3-0 | 1-0 | 0-2 | 1-0 | 3-2 | 1-2 |
| K. Merksem-Antwerpen Noord SC                              | 4-0 | 3-3 | 1-0 | 1-0 | 4-0 | 1-0 |     | 4-3 | 5-2 | 1-2 | 1-0 | 3-1 | 0-1 | 4-2 | 1-1 | 5-0 |
| K. FC Esperanza Neerpelt                                   | 1-1 | 0-2 | 4-0 | 1-1 | 4-0 | 2-1 | 1-0 |     | 0-0 | 2-0 | 0-0 | 1-1 | 1-2 | 4-1 | 1-1 | 1-2 |
| K. Overpeltse VV                                           | 2-3 | 4-0 | 1-3 | 2-2 | 0-0 | 2-3 | 1-1 | 1-1 |     | 0-4 | 2-1 | 5-2 | 0-3 | 3-0 | 5-0 | 2-2 |
| K. FC St-Lenaarts                                          | 3-0 | 1-1 | 1-1 | 2-3 | 2-4 | 3-0 | 1-3 | 1-0 | 1-3 |     | 0-0 | 0-4 | 0-2 | 1-2 | 1-3 | 2-2 |
| K. FC St-Job                                               | 3-3 | 1-2 | 1-3 | 1-0 | 2-3 | 1-3 | 3-1 | 0-3 | 1-3 | 0-1 |     | 1-1 | 2-0 | 0-1 | 3-3 | 2-2 |
| Spouwen-Mopertingen                                        | 2-0 | 0-2 | 1-4 | 1-3 | 2-1 | 3-1 | 0-2 | 0-3 | 0-1 | 0-1 | 2-0 |     | 0-1 | 1-3 | 5-1 | 1-2 |
| K. VK Tienen                                               | 3-1 | 2-2 | 2-1 | 2-2 | 2-2 | 6-1 | 2-1 | 3-2 | 1-0 | 2-1 | 4-1 | 4-4 |     | 1-1 | 0-0 | 0-0 |
| K. Vlijtingen V&V                                          | 1-1 | 1-2 | 1-1 | 1-1 | 1-0 | 1-1 | 3-0 | 1-3 | 1-3 | 3-3 | 2-2 | 2-2 | 0-2 |     | 1-1 | 1-3 |
| K. VV Vosselaar                                            | 1-1 | 1-0 | 1-0 | 1-1 | 4-1 | 5-0 | 2-2 | 2-1 | 0-0 | 0-1 | 2-2 | 1-2 | 0-4 | 3-1 |     | 0-2 |
| K. FC Zwarte Leeuw                                         | 4-0 | 2-0 | 0-2 | 1-1 | 1-1 | 4-1 | 1-1 | 1-2 | 1-3 | 0-0 | 0-0 | 2-1 | 1-1 | 0-1 | 2-0 |     |
| - Victoire à domicile - Match nul - Victoire à l'extérieur |     |     |     |     |     |     |     |     |     |     |     |     |     |     |     |     |

#### Résumé

##### Première période
Hades et St-Job réussissent leur « baptême du feu » en divisions nationales. Leopolbsrburg qui a loupé le titre de peu la saison précédente commence avec trois partages. En bas de classement, Tirlemont descendant de D3 ne marque que deux partages qui le contraint à pointer avec -7 en raison de la pénalité de 9 points qui le touche. En bas de tableau, Spouwen-Mopertingen et le Lyra concèdent trois revers.
Huit équipes se tiennent sur 3 points à l'issue des six premières journées. Overpeltse VV et Vosselaar (13) occupent la tête alors que Bree et St-Job restent invaincus mais pointent au 7e rang (2 victoires et 4 partages). En bas de tableau, Vlijtingen est le seul à ne pas encore avoir gagné. Tirlemont remporte son premier succès (0-1 à Merksem) lors de la journée 6, mais reste dernier avec -3 points.
Après la 8e journée, Esperanza Neerpelt occupe seul la tête avec 17 points. Overpeltse, battu (0-3 par Tirlemont) est deuxième à une longueur. Viennent alors Vosselaar, Zwarte Leeuw et Bree (14). Les Brabançons de Tirlemont passent « en positif » après un deuxième succès de rang et totalisent 3 points.
Deux équipes restent en lice pour remporter la « 1re tranche » après la neuvième journée: Neerpelt (20) et Vosselaar (17). Le K. SK Bree totalise aussi 17 unités mais compte deux victoires de moins que le leader.
Malgré une sérieuse défaite (3-0) au Lyra, Esperanza Neerpelt remporte la 1re période car son dernier rival, Vosselaar s'est aussi incliné (5-0) à Overpeltse, lequel reprend la deuxième place du général. Victorieux (1-3) à Spouwen, Leopoldsburg se replace dans le quatuor de tête. Tirlemont gagne (1-3) à Lutlommel et quitte la dernière place pour la première fois depuis l'entame de la compétition.

##### Deuxième période
Cette série reste très indécise en raison des résultats forts irréguliers de la plupart des protagonistes. En haut du classement, on joue « à qui perd gagne ». Ainsi, malgré un maigre 1 sur 6, Neerpelt conserve la tête. Les neuf premiers classés se tiennent sur 6 unités. C'est finalement Tirlemont qui réalise le meilleur parcours avec 15 points sur 18 depuis le 22 septembre. Sans la pénalité qu'il subit, le club brabançon serait 3e.
Tirlemont se montre intraitable durant cette 2e période qu'il remporte malgré la pénalité de 3 points (les 9 unités de punition sont réparties à concurrence de 3 par période). Les néopromus d'Hades poursuivent leur excellent parcours alors que deux clubs en difficulté au début du championnat se refont une belle santé: Merksem et St-Lenaarts, mais aussi e Lyra s'éloignent de la zone rouge. À l'opposé, Vosselaar et St-Job plonge dans le classement, tout comme Spouwen-Mopertingen. Celui-ci ne grappille qu'un seul point lors des neuf dernières rencontres de la période.

##### Troisième période
Zwarte Leeuw réussit le départ parfait dans la 3e période (15 sur 15) et s'installe à la seconde place du classement général. Seul Tirlemont et Witgoor Dessel (10 points) s'accrochent. Les Brabaçons occupent la tête du général mais avec une seule unité d'avance en raison de la pénalité de 9 points (à la suite de la rétrogradation d'office subie). Merksem est à 4 unités et Hades à 5. En fond de classement la situation est très difficile pour Lutlommel et Spouwen-Mopertingen (qui comptent un match de moins) distancés de 13 et 14 points par le premier sauvé (Lyra). St-Job totalise 10 points de moins que le Lyra alors que le barragiste, Vosselar est à 4 unités des Lierrois.
Lors de la 26e journée, Tirlemont (49) s'impose devant St-Lenaarts (2-1) et profite du partage concédé par Zwarte Leeeuw (46) (0-0) contre St-Job. Merksem (45) et Hades (44) n'ont peut-être pas dit leur dernier mot. Classé 6e, Bree (43) est à 6 points.
En fond de grille, Lutlommel et Spouwen-Mopertingen remportent les succès de la dernière chance. Ils sont à 10 et 11 points du premier sauvé (Vlijtingen).
Tirlemont ne va pas à la faute entre les journées 27 à 29 et s'adjuge le titre, synonyme de retour en Division 3 après un an de purgatoire. Neerpelt (1re période et le néo-promu d'Hades sont assurés de jouer le tour final. Le 3e participant pourrait être Zwarte Leeuw. Celui-ci peut remporter la dernière période mais reste sous la menace mathématique de Spouwen-Mopertingen, auteur d'une fin de parcours tonitruante. Jugé descendant il y a quelques semaines. Le cercle limbourgeois doit encore assurer son maintien et reste donc dépendant des résultats Vlijtingen et Vosselaar. Le gain de la période est conditionné à une victoire conjuguée à double défaite des clubs précités (afin de n'être ni descendant, ni barragiste) et au fait que ni Tirlemont, ni Zwarte Leeuw ne gagnent leur dernier match.
Les dernières décisions tombent lors de la dernière journée. Pour l'accès au tour final, le champion Tirlemont remportant la dernière période, Zwarte Leeuw est le « dindon de la farce ». Sévèrement battu (5-0) à Merksem, le club de Rijkevorsel doit laisser la 3e place du général à Overpeltse VV, vainqueur (4-0) du Witgoor Dessel.
Spouwen-Mopertingen s'impose (2-0) contre la lanterne rouge St-Job et décroche in extremis la place de « barragiste », car Vlijtingen V&V se retrouve relégué après avoir été tenu en échec (2-2) à Lutlommel VV, l'avant-dernier classé.

### Promotion D - Classement final
- « Champion d'Automne »: R. FC de Liège

| Rang | Équipe                          | Pts | J  | G  | N  | P  | Bp | Bc | Diff |
| ---- | ------------------------------- | --- | -- | -- | -- | -- | -- | -- | ---- |
| 1    | R. WALLONIA WALHAIN CG (T3)     | 68  | 30 | 21 | 5  | 4  | 71 | 32 | +39  |
| 2    | R. FC de Liège (T1/T2)          | 65  | 30 | 20 | 5  | 5  | 66 | 40 | +26  |
| 3    | R. Aywaille FC                  | 54  | 30 | 16 | 6  | 8  | 62 | 38 | +24  |
| 4    | R. FC Cité Sport Grâce-Hollogne | 51  | 30 | 14 | 9  | 7  | 50 | 44 | +6   |
| 5    | R. FC Meux                      | 49  | 30 | 15 | 4  | 11 | 57 | 42 | +15  |
| 6    | R. US Givry                     | 45  | 30 | 13 | 6  | 11 | 44 | 36 | +8   |
| 7    | R. ES Couvin-Mariembourg        | 44  | 30 | 13 | 5  | 12 | 45 | 45 | 0    |
| 8    | UR Namur                        | 44  | 30 | 11 | 11 | 8  | 49 | 39 | +10  |
| 9    | FC Jeunesse Lorraine Arlonaise  | 43  | 30 | 12 | 7  | 11 | 44 | 44 | 0    |
| 10   | Solières Sport                  | 37  | 30 | 11 | 4  | 15 | 50 | 61 | -11  |
| 11   | R. RC Hamoir                    | 35  | 30 | 10 | 5  | 15 | 42 | 57 | -15  |
| 12   | R. Entente Bertrigeoise         | 32  | 30 | 9  | 5  | 16 | 39 | 46 | -7   |
| 13   | CS Onhaye                       | 32  | 30 | 7  | 11 | 12 | 38 | 58 | -20  |
| 14   | R. RC Longlier                  | 25  | 30 | 7  | 4  | 19 | 27 | 56 | -29  |
| 15   | R. Spa FC                       | 22  | 30 | 6  | 7  | 17 | 34 | 54 | -20  |
| 16   | R. FC Turkania Faymonville      | 19  | 30 | 3  | 10 | 17 | 26 | 51 | -25  |

1 NOTE: La rencontre « Cité Sport-FC Liège », de la 1re journée, a été arrêtée alors que le score était de 1-1. L'arbitre ne se sentait plus en sécurité après l'intrusion d'un supporter de Liège sur le terrain. Le Comité Sportif traite le dossier le 28 août et a la main assez lourde. Le « matricule 4 » perd la rencontre par forfait (5-0), son entraîneur, Christophe Kinet et son Président Jean-Paul Lacomble reçoivent un blâme. De plus le club « Sang et Marine » devra jouer une rencontre à guichets fermés. Au terme de la procédure d'appel, le forfait est maintenu au détriment du R. FC de Liège, mais la sanction d'un match à guichets fermés est supprimée.

#### Tableau des rencontres - Série D
| Résultats (▼dom., ►ext.)                                   | ARL | AYW | BER | COU | FAY | GIV | CIT | HAM | FCL  | LON | MEU | URN | ONH | SOL | SPA | WAL |
| R. Jeunesse Lorraine Arlonaise                             |     | 0-2 | 3-0 | 4-1 | 3-2 | 2-0 | 0-0 | 2-0 | 1-2  | 1-4 | 0-2 | 2-1 | 2-1 | 2-0 | 2-2 | 1-3 |
| R. Aywaille FC                                             | 3-3 |     | 0-2 | 0-2 | 3-1 | 2-1 | 1-2 | 4-2 | 1-0  | 6-2 | 0-3 | 3-1 | 3-0 | 4-1 | 2-5 | 5-0 |
| R. Entente Bertrigeoise                                    | 2-2 | 0-3 |     | 0-1 | 2-0 | 0-4 | 3-0 | 4-0 | 0-0  | 0-1 | 1-2 | 1-3 | 2-2 | 0-1 | 4-0 | 1-2 |
| R. ES Couvin-Mariembourg                                   | 1-1 | 1-1 | 1-0 |     | 0-1 | 1-0 | 1-2 | 2-3 | 0-4  | 4-0 | 2-1 | 1-0 | 0-0 | 1-0 | 3-1 | 1-3 |
| R. FC Turkania Faymonville                                 | 0-0 | 0-0 | 0-3 | 0-1 |     | 0-0 | 1-2 | 1-1 | 4-1  | 0-0 | 1-2 | 0-2 | 4-4 | 1-2 | 2-0 | 1-2 |
| R. US Givry                                                | 1-0 | 2-0 | 2-1 | 3-1 | 2-0 |     | 1-2 | 0-1 | 1-3  | 3-2 | 1-0 | 0-0 | 4-1 | 2-3 | 2-3 | 4-1 |
| R. FC Cité Sport GH                                        | 3-2 | 1-5 | 2-1 | 2-2 | 1-1 | 2-2 |     | 3-2 | 5-0F | 1-0 | 1-2 | 1-2 | 2-1 | 2-1 | 0-0 | 1-1 |
| R. RC Hamoir                                               | 3-1 | 1-0 | 0-2 | 5-4 | 3-2 | 1-3 | 1-1 |     | 2-3  | 1-0 | 2-0 | 1-1 | 3-3 | 1-2 | 1-0 | 0-1 |
| R. FC de Liège                                             | 3-1 | 1-1 | 3-0 | 0-4 | 5-1 | 1-0 | 2-1 | 3-2 |      | 3-0 | 1-0 | 1-1 | 3-0 | 5-3 | 1-0 | 0-2 |
| R. RC Longlier                                             | 0-1 | 1-1 | 1-0 | 2-3 | 2-2 | 2-0 | 0-3 | 0-1 | 2-3  |     | 0-4 | 0-1 | 2-1 | 1-1 | 3-1 | 0-4 |
| R. FC Meux                                                 | 0-2 | 0-3 | 2-1 | 1-2 | 0-0 | 3-0 | 2-3 | 3-1 | 3-5  | 2-0 |     | 2-2 | 2-0 | 2-0 | 3-0 | 3-3 |
| UR Namur                                                   | 3-0 | 3-2 | 1-1 | 1-0 | 1-1 | 1-2 | 1-2 | 1-1 | 1-1  | 1-0 | 2-3 |     | 2-2 | 2-1 | 4-1 | 1-1 |
| CS Onhaye                                                  | 0-3 | 1-1 | 1-1 | 1-0 | 2-0 | 0-0 | 2-2 | 1-0 | 1-6  | 2-1 | 2-2 | 1-5 |     | 3-1 | 3-0 | 1-3 |
| Solières Sport                                             | 1-1 | 1-2 | 3-5 | 5-4 | 1-0 | 1-1 | 4-2 | 2-1 | 0-2  | 3-0 | 3-2 | 4-3 | 0-1 |     | 2-3 | 2-2 |
| R. Spa FC                                                  | 1-2 | 1-3 | 1-2 | 1-1 | 2-0 | 0-1 | 0-0 | 3-1 | 0-1  | 0-1 | 1-4 | 1-1 | 1-1 | 5-2 |     | 1-1 |
| R. Wallonia Walhain                                        | 3-0 | 0-1 | 5-0 | 3-0 | 4-0 | 2-1 | 3-1 | 5-1 | 2-3  | 3-0 | 3-2 | 3-1 | 3-0 | 2-0 | 1-0 |     |
| - Victoire à domicile - Match nul - Victoire à l'extérieur |     |     |     |     |     |     |     |     |      |     |     |     |     |     |     |     |

#### Résumé

##### Première période
Les nouveaux montants débutent bien (Solières et Couvin empochent 6 unités pour 4 à Onhaye). Walhain qualifié jusqu'au 5e tour de la Coupe voit ses rencontres décalées.
Les promus de Solières (9/9) et Couvin (7/9) tout comme Meux (7/9). Battu lors de son match d'ouverture, Namur se replace rapidement (6/9). À l'opposé, relégué de D3, Bertrix est à la peine (0/9).
Après six journées, Le R. FC de Liège, Cité Sport et les promus de Solières se partagent la tête avec 13 points. Un autre montant, Couvin-Mariembourg (11), s'est glissé au 4e rang. Namlur, Meux et Walhain sont en poursuite avec 10 unités. Après son entame loupée, Bertrix s'est refait une santé avec 3 victoires consécutives. Le Turkania Faymonville est en difficultés avec 3 partages, autant de défaites et un seul but inscrit en 540 minutes.
Lors de la 7e journée, Solières s'isole au commandement à la suite de sa victoire à Faymonville (1-2) alors que le FC de Liège s'incline à Aywaille (1-0) et que Cité Sport est accroché (0-0) à domicile par Spa.
La situation reste très serrée à l’issue de la 8e journée. Meux (vainqueur 0-4 à Longlier) et Liège (3-0 contre Bertrix) reviennent à hauteur de Solières (battu 1-2 par Aywaille). Les trois leaders devancent Cité Sport (1-1’’ à Hamoir) et totalisent 16 points mais le 10e classé compte 12 unités.
Le R. FC de Liège remporte le sommet de la 9e journée contre Solières (5-3), alors que le troisième co-leader Meux est battu (1-2) par Couvin-MAriembourg. Walhain qui s'est difficilement débarrassé de Spa (1-0) se glisse au deuxième rang. Liège prend option sur la période avec 19 points, devant Walhain (17) et le trio Meux-Solères-Aywaille (16). Mathématiquement, ces cins clubs restent en compétition pour le gain de la « tranche ».
Le Club Liégeois remporte la première période après un large succès (1-6) à Onhaye. De leur côté, Walhain, Meux et Bertrix ont gagné de concert et restent dans la foulée du « matricule 4 ». En fond de grille, Faymonville remporte son premier succès et laisse la lanterne rouge à Spa, battu (1-2) par Arlon. Onhaye et Longlier sont les deux autres formations en difficultés. À noter que l'UR Namur signe un piètre 3 sur 18 (3 partages) et s'enfonce vers une 11e place fort éloignée des ambitions annoncées.

##### Deuxième période
La journée inaugurale de la 3e période voit les trois leaders s'imposer de concert. Par contre, Solières est surpris à domicile (0-1) par Onhaye, alors qu'en l'UR Namur arrête sa mauvaise série en allant gagner (0-2) à Faymonville. Aywaille battu 0-2 par Couvin et Cité Sport battu à Walhain et Bertrix écrasé 0-4 par Givry doivent laisser le trio de tête s'éloigner.
La suite de la période voit Liège et Walhain confirmé leur rôle de favori. Le « matricule 4 » finit par remporter la tranche, bien que le club Brabançon va s'y imposer lors de la 9e journée. Walhain avait perdu des unités précieuses notamment en s'inclinant (0-1) contre Aywaille une semaine avant de se rendre au Pairay. L'UR Namur doit céder du terrain mais reste juste derrière le duo de tête.
À l'autre bout du classement, Onhaye continue de croire en ses chances de maintien alors que Spa fait illusion pendant un mois, mais un litige « Direction/Joueurs » quant aux primes de matches et leur paiement, tombe au plus mauvais moment. Le matricule 60 perd de nouveau pied. Bertrix, annoncé avec des ambitions, connaît un sérieux passage à vide et glisse vers la zone rouge. De même, les promus de Solières Sport dégringole dans le classement après un début de campagne prometteur.
En fin de période, de nouvelles rumeurs désagréables proviennent du Turkania Faymonville. Comme lors de la saison précédente, il est question d'un arrêt en nationale et d'une fusion avec un cercle d'une commune voisine. Les « Turcs » ne remportent aucune victoire lors de la 2e période.

##### Troisième période
Petite sensation à l'entame de la 3e période, la lanterne rouge, Faymonville, défait nettement le premier du général, le R. FC Liège (4-1). Vainqueur de Longlier (3-0), le Wallonia Walhain revient à deux points du leader. Dans les semaines qui suivent, les deux meneurs campent sur leurs positions. Liège est accroché par Aywaille (1-1) alors que Walhain gagne à Couvin-Mariembourg (1-3). L'effet s'annule quand les Brabançons sont tenus en échec à Spa (1-1) tandis que le matricule 4 s'impose à Solières (0-2).
Toutefois une rumeur circule à partir de la mi-mars. Le RFC de Liège a aligné Sermé Allassane lequel ne serait pas « qualifié ». Le jeune ivoirien de 19 ans vient de Roulers où il n'était plus affilié en raison d'une blessure. Pour le club liégeois, le joueur est donc libre d'affiliation et donc alignable. Un certain flou administratif pèse quant au statut du joueur, inscrit comme « amateur » par le matricule 4. Aucune réclamation n'a encore été déposée, mais Aywaille et Solières étudieraient cette possibilité.
Lors de la 26e journée, le FC Liège (57) reprend la tête, avec un point d'avance (et 1 match de retard), à la suite du partage concédé par Walhain (56) à Cité Sport (1-1), solide 3e du général avec 47 unités. Aywaille (42), Namur (42), Arlon (41) et Meux (40) restent candidats pour le tour final. Onhaye prend trois points indispensables contre Solières (3-1), mais reste barragiste. La situation de Spa (22), Longlier (19) et Faymonville (16) semble définitive.
Le 29 mars, le Club Liégeois dispute son match de retard à Bertrix et concède un partage (0-0). Un nul qui n'arrange aucune des deux formations. En tête, le « matricule 4 » doit se contenter de repousser Walhain à 2 points alors qu'en bord de « zone rouge », les Ardennais restent sous la menace d'Onhaye, trois punités derrière eux.
Autre coup de théâtre, lors de la 27e journée, avec la lourde défaite de Liège (0-4) des œuvres de Couvin-Mariembourg. Victorieux (2-1) contre Givry, Walhain prend seul le commandement. Dans le bas du tableau, Onhaye mène à deux reprises à Bertrix mais se fait rejoindre autant de fois. Les promus laissent filer deux points qui risquent de peser lourd au décompte final.
Lors des journées 28 et 29, les deux meneurs ne se laissent pas surprendre. La dernière journée est décisive. Walhain accueille Meux, un club géographiquement proche, mais toujours en course pour décrocher le tour final. Un succès des Meutis conjugué à un partage de Cité Sport et d'Aywaille qui s'affrontent, offrent l'accessit aux Verts et Blancs. Liège se rend à Hamoir mais est dépendant du résultat du Wallonia Walhain.
Les trois descendants son connus par contre le « barragiste » doit encore être désigné. Battu dans la dernière minute à Longlier, le CS Onhaye joue avec son bonheur. Vainqueurs de Couvin, les Rouges et Blancs se déplacent à l'UR Namur et doivent fait un meilleur résultat que Bertrix qui reçoit Arlon.
Mené deux fois par Meux, le Wallonia Walhain s'impose (3-2) et décroche le titre. Également mené à deux reprises, à Hamoir, le R. FC de Liège s'impose dans le temps ajouté. Un succès inutile compte tenu du succès de Walhain.
Aywaille va s'imposer largement (1-5) à Cité Sport. Ces deux clubs accèdent au tour final puis le champion a gagné la dernière période et que son dauphin avait conquis les deux premières.
Long suspens tout au long de la dernière journée entre Bertrix et Onhaye. Les deux cercles sont menés deux fois, mais parviennent à rétablir la parité. Ne pouvant faire un meilleur résultat que son rival, le CS Onhaye est contraint aux barrages.

## Tour final des Promotions
Ce tour final oppose les « vainqueurs de période » des 4 séries du Promotion (D4 belge). Si un vainqueur de période est champion de sa série (ou si une même équipe remporte plus d'une période), le suivant au classement général prend la place au Tour final.
En règle générale, ce « Tour final des Promotions » offre deux places en Division 3.
L'ordre des rencontres est défini par un tirage au sort. Les différents tours successifs se jouent sur le terrain de la première équipe tirée au sort, avec élimination directe (prolongations et/ou tirs au but possibles). Le premier tour ne concerne que les douze qualifiés de Promotion. Les six qualifiés prennent part au deuxième tour en compagnie des deux barragistes de Division 3.
Enfin, le troisième et dernier tour désigne les deux équipes qualifiées pour le 3e niveau en 2013-2014.

### Participants
Ces clubs sont signalés « sous réserves » qu'ils ne soient champion de leur série, ou barragistes pour le maintien, ou relégués.
- Barragistes de D3 : K. SV Bornem, K. SC Grimbergen
- Série A : OMS Ingelmunster, K. VK Westhoek, K. FC Wt-Eloois-Winkel Sport.
- Série B : K. FC Duffel, R. Léopold Uccle Woluwé FC, K. FC Sp. St-Gillis/Waas.
- Série C : K. FC Esperanza Neerpelt, RC Hades, K. Overpeltse VV
- Série D : R. FC de Liège, R. Aywaille FC, R. FC Cité Sport GH

### Programme
L'ordre des rencontres se fit lors d'un tirage au sort aura lieu dans les locaux de l'URBSFA, le lundi 5 mai 2014, au siège de la fédération.
Les vainqueurs des matches no 11 et no 12 montent ou restent en Division 3.
NOTE: Avant le début du tour final, les clubs du K. FC Esperanza Neerpelt et du K. Overpeltse VV confirment leur fusion en vue de la saison prochaine, sous la dénomination du « K. FC Esperanza Pelt », théoriquement sous le matricule du « FC Esperanza ». Une « équipe B » sera relancée en P4.
|                                                         |                           |                            | Score | Prol | TaB |
| Première journée - le 11 mai 2014                       |                           |                            |       |      |     |
| 1                                                       | K. FC ESPERANZA NEERPELT  | RC Hades                   | 1-0   |      |     |
| 2                                                       | R. AYWAILLE FC            | R. Léopold Uccle Woluwé FC | 1-0   |      |     |
| 3                                                       | K. FC Duffel              | K. OVERPELTSE VV           | 2-2   | 2-3  |     |
| 4                                                       | R. FC de Liège            | R. FC CITÉ SPORT GH        | 1-3   |      |     |
| 5                                                       | K. VK WESTHOEK            | K. Sporting St-Gillis/Waas | 5-0   |      |     |
| 6                                                       | K. ST-ELOOIS-WINKEL SPORT | OMS Ingelmunster           | 2-1   |      |     |
| Deuxième journée - le 18 mai 2014                       |                           |                            |       |      |     |
| 7                                                       | K. SC GRIMBERGEN (III)    | K. Overpeltse VV           | 5-3   |      |     |
| 8                                                       | K. VK Westhoek            | K. ST-ELOOIS-WINKEL SPORT  | 1-2   |      |     |
| 9                                                       | R. Aywaille FC            | R. FC CITÉ SPORT GH        | 2-3   |      |     |
| 10                                                      | K. FC Esperanza Neerpelt  | K. SV BORNEM (III)         | 1-3   |      |     |
| Troisième journée - le 25 mai 2014                      |                           |                            |       |      |     |
| 11                                                      | K. SC GRIMBERGEN (III)    | K. St-Eloois-Winkel Sport  | 2-1   |      |     |
| 12                                                      | R. FC Cité Sport GH       | K. SV BORNEM (III)         | 1-2   |      |     |
| Quatrième journée - Repêchage éventuel - le 29 mai 2014 |                           |                            |       |      |     |
| 13                                                      | K. ST-ELOOIS-WINKEL SPORT | R. FC Cité Sport GH        | 3-0   |      |     |

- K. SC Grimbergen et K. SV Bornem assurent leur maintien en Division 3.
- Le KVC Sint-Eloois-Winkel Sport est promu en Division 3 à la suite de l'arrêt d'activité du RWDM Brussels FC.

## Barrages pour le maintien en Promotions
Les quatre 13e classés sont départagés par des matches à élimination directe. Les deux vainqueurs assurent leur maintien. Les deux perdants doivent prendre part au Tour final interprovincial.
Le tirage au sort a lieu le 5 mai 2013.
|                                      |                     |                   | Score | Prol | TaB |
| Barrage de maintien - le 11 mai 2014 |                     |                   |       |      |     |
| 1                                    | CS ONHAYE           | K. Racing Waregem | 2-0   |      |     |
| 2                                    | SPOUWEN-MOPERTINGEN | FC Ganshoren      | 5-2   |      |     |

Le CS Onhaye et Spouwen-Mopertingen assurent le maintien en Promotion. Les deux perdants doivent prendre part au Tour final interprovincial.

## Récapitulatif de la saison
- Champion A: FC Gullegem (1er titre en Promotion, 26e pour la Flandre occidentale)
- Champion B: K. FC Eendracht Zele (3e titre en Promotion, 38e pour la Flandre orientale)
- Champion C: K. VK Tienen (3e titre en Promotion, {3e titre en Promotion, 38e pour le Brabant)
- Champion D: R. Wallonia Walhain CG {2e titre en Promotion, 39e pour le Brabant)

| Région flamande (32)            | Région flamande (32) | Province de Brabant (11)     | Province de Brabant (11) | Région wallonne (21)   | Région wallonne (21) |
| ------------------------------- | -------------------- | ---------------------------- | ------------------------ | ---------------------- | -------------------- |
| Province d'Anvers               | 8                    | Région de Bruxelles-Capitale | 3                        | Province de Hainaut    | 6                    |
| Province de Flandre-Occidentale | 9                    | Province du Brabant flamand  | 7                        | Province de Liège      | 7                    |
| Province de Flandre-Orientale   | 7                    | Province du Brabant wallon   | 1                        | Province de Luxembourg | 4                    |
| Province de Limbourg            | 8                    |                              |                          | Province de Namur      | 4                    |

1. ↑  Au niveau footballistique, la province de Brabant est toujours unitaire malgré sa partition territoriale en 1995.

## Montée vers le3eniveau
Les quatre champions sont promus en Division 3: FC Gullegem (A), K. FC Eendracht Zele (B), K. VK Tienen (C), R. Wallonia Walhain CG (D)
Le K. VC Sint-Eloois-Winkel Sport est repêché du tour final à la suite de l'arrêt d'activité du RWDM Brussels FC

## Descente depuis le3eniveau
Quatre clubs sont relégués depuis la Division 3 : SK St-Niklaaas (A), K. Standaard Wetteren (3A), R. Charleroi-Fleurus (3B) et R. FC Huy (3B).

## Relégations vers le niveau inférieur
Les 13 relégués, triés par provinces, sont:
| Clubs                                                                                     |   | Provinces                       |
| ----------------------------------------------------------------------------------------- | - | ------------------------------- |
| K. FC St-Job                                                                              | ⇒ | Province d'Anvers               |
| BX Brussels, K. SK Halle                                                                  | ⇒ | Province de Brabant             |
|                                                                                           | ⇒ | Province de Flandre-Occidentale |
| THOR Kokerij Meldert                                                                      | ⇒ | Province de Flandre-Orientale   |
| R. US Genly-Quévy 89, R SC Templeuvois, Royal Olympic Club Charleroi-March., FC Charleroi | ⇒ | Province de Hainaut             |
| R. Spa FC, R. FC Turkania Faymonville                                                     | ⇒ | Province de Liège               |
| K. Lutlommel VV, K. Vlijtingen V&V                                                        | ⇒ | Province de Limbourg            |
| R. RC Longlier                                                                            | ⇒ | Province de Luxembourg          |
|                                                                                           | ⇒ | Province de Namur               |

## Montée depuis le niveau inférieur
Quinze clubs promus depuis les séries inférieures:
| Provinces                       | Montant                                       |
| ------------------------------- | --------------------------------------------- |
| Province d'Anvers               | K. FC Olympia Beerschot-Wilrijk, VC Herentals |
| Province de Brabant             | R. RC Waterloo, R. US Rebecquoise             |
| Province de Flandre-Occidentale | R. Knokke FC                                  |
| Province de Flandre-Orientale   | K. FC Sparta Petegem, K. VC Jong Lede         |
| Province de Hainaut             | US Solrézienne, R. Châtelet SC                |
| Province de Liège               | R. Stade Waremmien FC                         |
| Province de Limbourg            | K. VK Wellen, K Bilzerse Waltwilder VV        |
| Province de Luxembourg          | R. RC Mormont                                 |
| Province de Namur               | R. JS Taminoise, R. US Assesse                |

### Tour final interprovincial
Ce tour final oppose les équipes qualifiées depuis les séries de Première Provinciale dans les six provinces qui ne bénéficient pas d'un second montant direct. Usuellement ce tour final offre deux places en Promotion.

#### Participants 2013-2014
- Barragistes de Promotion: FC Ganshoren, K. Racing Waregem
- Province de Flandre-Occidentale: SV De Ruiter Roeselare
- Province de Hainaut: R. Châtelet SC
- Province de Liège: Patro Lensois
- Province de Limbourg: Waltwilder VV
- Province de Luxembourg: R. OC Meix-devant-Virton
- Province de Namur: R. US Assesse

#### Résultats
L'ordre des rencontres est désigné par un tirage au sort qui se déroule dans les locaux de l'URBSFA, le lundi 5 mai 2014.
La qualification se joue en une seule manche, sur le terrain de la première équipe tirée au sort (Prolongations et tirs au but possibles). Au terme de ce tournoi, deux équipes assurent leur maintien ou montent en Promotion.
|  | Clubs qualifiés pour le tour suivant                    |
|  | Clubs qui descendent en "Séries provinciales"           |
|  | Clubs qui montent ou qui se maintiennent en "Promotion" |

|                                     |                       |                           | Score | Prol | TaB |
| Première journée - le 18 mai 2014   |                       |                           |       |      |     |
| 1                                   | K. Racing Waregem (P) | R. CHÂTELET SC            | 1-1   | 1-1  | 2-4 |
| 2                                   | R. OC MEIX-DVT-VIRTON | K. SV De Ruiter Roeselare | 3-1   |      |     |
| 3                                   | R. US ASSESSE         | Waltwilder VV             | 4-0   |      |     |
| 4                                   | FC GANSHOREN (P)      | Patro Lensois             | 3-1   |      |     |
| Deuxième journée - le 25 mai 2014   |                       |                           |       |      |     |
| 5                                   | R. CHÂTELET SC        | R. OC Meix-dvt-Virton     | 5-1   |      |     |
| 6                                   | FC GANSHOREN (P)      | R. US Assesse             | 3-1   |      |     |
| Repêchage éventuel - le 29 mai 2014 |                       |                           |       |      |     |
| 7                                   | R. US ASSESSE         | R. OC Meix-dvt-Virton     | 2-2   | 6-4  |     |

- FC Ganshoren assure son maintien en Promotion.
- R. Châtelet SC accède à la Promotion.
- R. US Assesse est repêché et monte en Promotion, à la suite de l'arrêt d'activité du RWDM Brussels FC (renvoyé en D3). Cela libère une place au 3e niveau qui revient au K. VC St-Eloois-Winkel Sport. La place libéré en Promotion revient à Assesse.
- K. Bilzerse Waltwilder VV est promu à la suite de la fusion deux clubs de la Province de Limbourg évoluant en Promotion (K. FC Esperanza Neerpelt et K. Overpeltse VV).
- K. Racing Waregem est repêché durant l'intersaison à la suite de la confirmation de la relégation administrative du R. Olympic CCM.

## Débuts en séries nationales (et donc en Promotion)
Lors de cette saison 2013-2014, neuf clubs font leurs débuts en séries nationales. Ils portent à 519, le nombre de clubs différents ayant joué en séries nationales belges, et à 446 le nombre de clubs différents en Promotion.
- K. FC St-Job 89e club anversois différent à parvenir en séries nationales -, 71e différent en Promotion.
- FC Pepingen 90e club brabançon différent à parvenir en séries nationales -, 74e différent en Promotion.
- K. Sassport Boezinge et FC Gullegem 51e et 52e clubs flandriens occidentaux différents à parvernir en nationale -, les 42e et 43e différents en Promotion.
- R. Jeunesse Entente Binchoise 54e club hennuyer différent à parvenir en séries nationales -, 46e différent en Promotion.
- Solières Sport 62e club liégeois différent à parvenir en séries nationales -, 56e différent en Promotion
- RC Hades 53e club limbourgeois différent à parvenir en séries nationales -, 48e différent en Promotion.
- R. RC Longlier 28e club luxembourgeois différent à parvenir en séries nationales -, 24e différent en Promotion.
- CS Onhaye 37e club namurois différent à parvenir en séries nationales -, 32e différent en Promotion.

## Changement d'appellation
En vue de la saison 2014-2015, le FC Charleroi, matricule 94, relégué en P1 Hainaut, fusionne avec le R. FC Sérésien, matricule 23 (P1 Liège). Ce club destiné à jouer en P1 Hainaut, conserve le matricule 94 et devrait prendre l'appellation de Racing Charleroi Couillet Fleurus.

## Fusions

### K. SC Toekomst Menen
Au terme de cette saison, le K. SC Menen (matricule 56) fusionne avec son voisin du K. FC de Toekomst Menen (matricule 2372), fondé en 1936, pour former le K. SC Toekomst Menen (matricule 56).

### K. FC Esperanza Pelt
En fin de saison 2013-2014, le K. FC Esperanza Neerpelt (matricule 2529) et le K. Overpeltse VV (matricule 2082) fusionnent pour former le K. FC Esperanza Pelt (matricule 2529).